# Alun Cairns
Alun Cairns (ur. 30 lipca 1970 w Swansea) – brytyjski polityk, członek Partii Konserwatywnej. Od 2010 poseł do Izby Gmin. Od 19 marca 2016 do 6 listopada 2019 zajmował stanowisko ministra ds. Walii w pierwszym gabinecie Borisa Johnsona.

## Życiorys
Ukończył Ysgol Gymraeg Ystalyfera Bro Dur. Zdobył wyższe wykształcenie w dziedzinie biznes i administracja na University of Wales w Newport. Przed rozpoczęciem kariery politycznej pracował w Lloyds Bank.
W 1997 bez powodzenia kandydował do Izby Gmin z okręgu Gower. W latach 1999–2011 zasiadał w Parlamencie Walijskim. W 2005 roku bez powodzenia kandydował do Izby Gmin z okręgu Vale of Glamorgan.
W 2010 roku został wybrany posłem do Izby Gmin z okręgu Vale of Glamorgan. Uzyskał reelekcję w 2015, 2017 i 2019 roku.
W okresie od 19 marca 2016 do 6 listopada 2019 pełnił funkcję ministra ds. Walii.
W 2024 nie został ponownie wybrany do Izby Gmin.